# Palazzo Berlaymont
Palazzo Berlaymont (pronuncia francese: [bɛʁlɛmɔ̃]) è un importante edificio istituzionale di Bruxelles, sede della Commissione europea, collocato in Rue de la Loi/Wetstraat.

## Storia

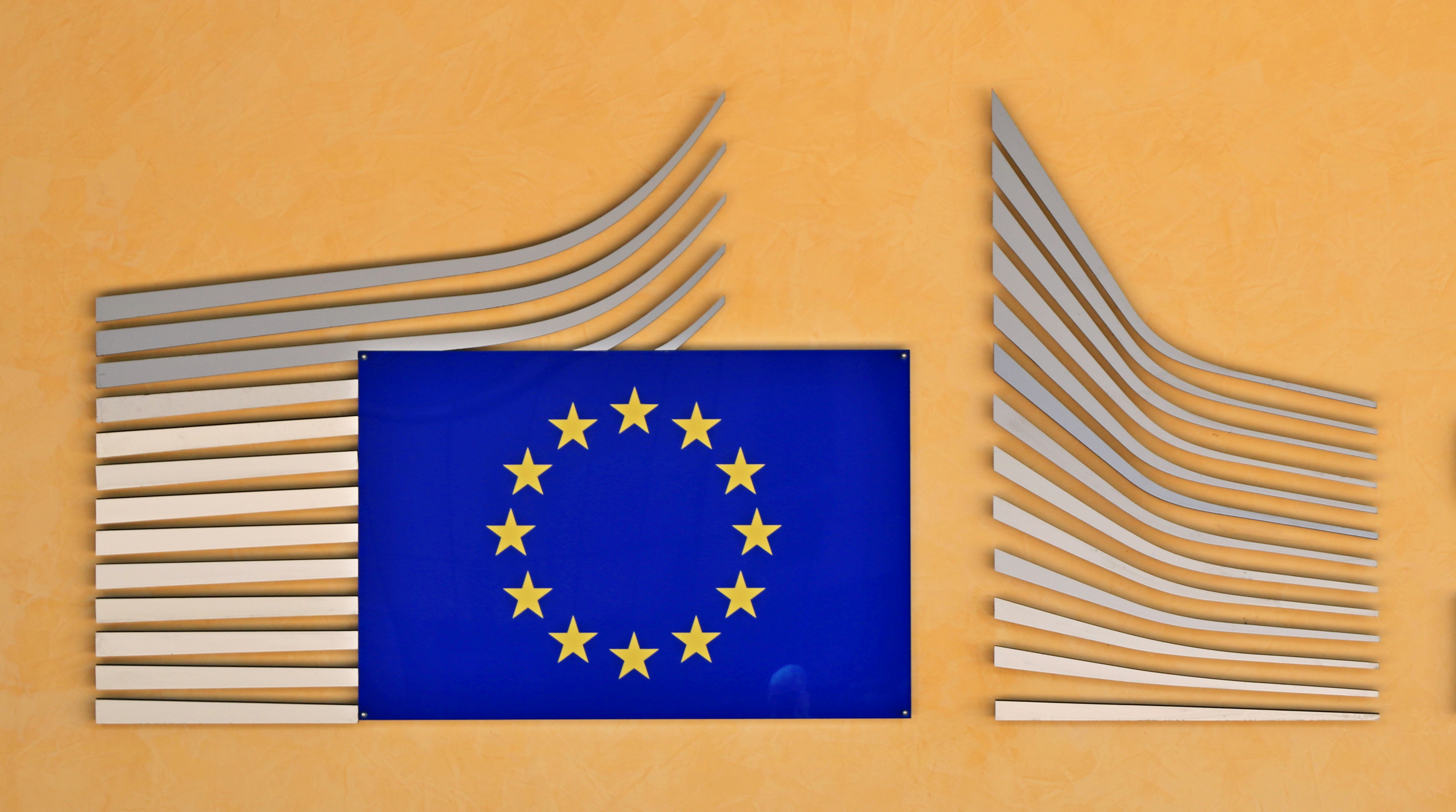
Logo della Commissione europea all'ingresso del Berlaymont (evocazione stilizzata dell'edificio).

Il terreno su cui sorge l'edificio era in origine occupato dal convento delle suore del Berlaymont, che gestivano un'importante scuola femminile. Negli anni '60, per ancorare la presenza europea a Bruxelles, il governo belga acquistò il lotto e le Dames du Berlaymont si trasferirono a Waterloo. 
L'edificio è stato costruito fra il 1963 e il 1969, e dal '67 al '91 ha ospitato 3000 dipendenti della Commissione.
Nel 1991, in seguito ad una denuncia di malattia professionale di un funzionario affetto da tumore polmonare con una forte presenza di amianto nel lobo asportato, si optò per un restauro totale dell'edificio, per rimuovere l'amianto che proteggeva le strutture d'acciaio: ne furono asportate ben 1300 tonnellate.
Nel 2004 la Commissione tornò ad avere la propria sede nell'edificio. Dal 2005 tutti i membri della Commissione europea e i loro uffici sono ospitati in Palazzo Berlaymont; l'ufficio del presidente e la sala di rappresentanza della Commissione sono al tredicesimo piano. Il segretariato generale, i servizi legali e altri servizi centrali della Commissione hanno inoltre sede nell'edificio, mentre altri uffici sono sparsi nell'European Quarter di Bruxelles (segnatamente, dopo il restauro che l'ha sottratto al Consiglio dell'Unione europea, nel palazzo Charlemagne).

## Architettura

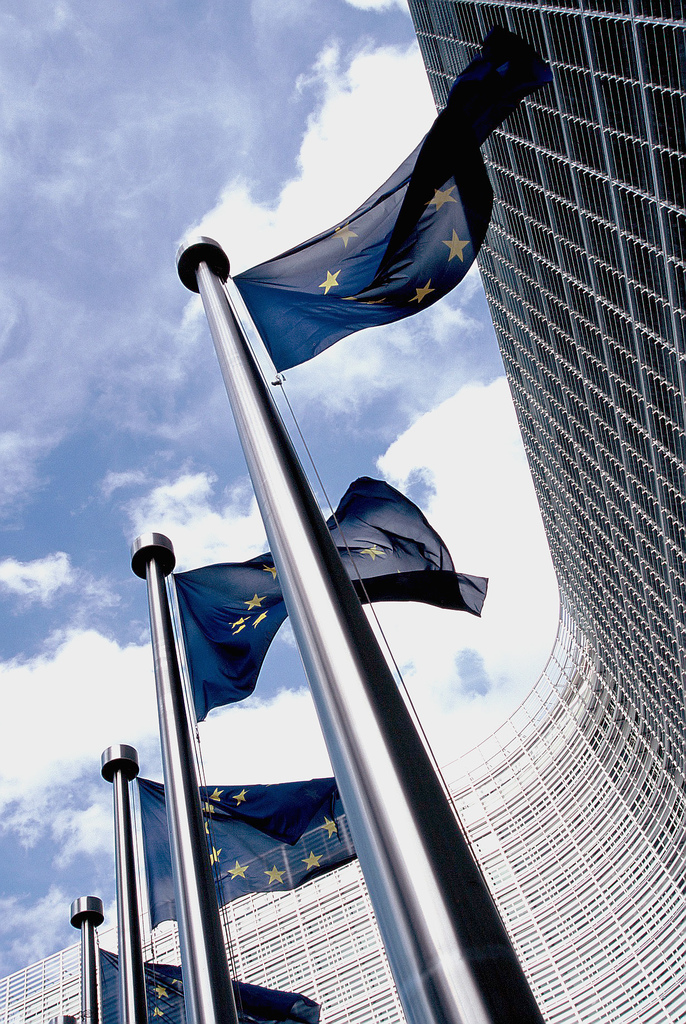
Palazzo Berlaymont con le bandiere dell'Unione europea

L'architetto Lukien De Vestel ha progettato l'edificio originario, con il contributo di Jean Gilson, Jean Polak e André Polak. È composto da una torre a forma di croce, con 13 piani, che si regge su un'ampia base alta quattro piani. La torre ha forma a stella, con quattro ali che si irradiano da un perno centrale.
L'edificio ha un'estensione di 240000 m² su 18 piani, collegati da 42 ascensori e 12 scale mobili, nella torre ci sono stanze che fanno da uffici e sale riunioni per 3000 persone, alla base ci sono ristoranti e servizi, una mensa, uno studio televisivo, sale per conferenze, magazzini, una sauna nordica, un parcheggio per più di 1100 veicoli.
Gli architetti Pierre Lallemand, Steven Beckers e Wilfried Van Campenhout hanno curato la ristrutturazione tra il 1991 e il 2004, che era inizialmente destinata a concludersi entro il 1997. Tra le modifiche, l'introduzione di una sala riunioni all'ultimo piano dell'ala est, la costruzione di una nuova struttura nel lato nord-est e di grandi finestre al piano terra per favorire l'ingresso della luce naturale. All'esterno, una doppia facciata con veneziane mobili per tenere bassa la temperatura d'estate.

## Riferimenti nella cultura di massa
Il palazzo appare nel film I figli degli uomini del 2006, mostrato insieme con edifici di altre città, colpiti da un attacco, e nel seguito della mini-serie della NRK Kodenavn Hunter.